# 이호섭 (1918년)
이호섭(李瑚燮, 1918년 ~ 1991년 1월 18일)은 대한민국의 피아니스트이자 작곡가이다
함경남도 원산에서 태어나 도쿄음악대학을 졸업했다. 쓰치카와 마사히로(土川正浩)·이마이 지로(今井次郞)·모로이 사부로(諸井三郞)를 사사했다. 서울사대·숙명여대·서울대 음대 강사를 역임했다. 저서로 <현대 피아노 연주법>(번역), <이호섭 가곡집>이 있다.